# La Perouse, New South Wales
La Perouse este o suburbie în Sydney, Australia.